# Alfred Hackman
Alfred Leopold Fredrik Hackman, född 14 oktober 1864 i Viborg, död 16 januari 1942 i Helsingfors, var en finländsk arkeolog, forskare om Nordens och östra Baltikums järnålder. Han var bror till Victor Hackman och Oskar Hackman.
Hackman anställdes 1892 vid Nationalmuseum som extra ordinarie amanuens, var 1907–1917 ordinarie amanuens och 1917–1937 intendent. År 1926 förlänades han professors namn.
Eftersom järnåldersforskningen i Finland tidigare av tradition byggde på studier kring gravarna och deras föremål, uppfattades bristen på arkeologiskt fyndmaterial som ett indicium för att landet legat öde under den förromerska järnåldern. Hypotesen om en fyndtom förromersk järnålder härstammade från Hackmans doktorsavhandling Die ältere Eisenzeit in Finnland (1906). Hackmans teser omfattades allmänt ända in på 1960-talet. Enligt honom befolkades Finland ånyo av finnar fr.o.m. de första århundradena e.Kr. (senast 300-talet e.Kr.), då smärre grupper av nybyggare från nordöstra Estland sjöledes koloniserade landets sydvästra delar, för att sedan efter hand längs Kumo älv söka sig till det tavastländska sjödistriktet. (Jämför med Julius Ailio).